# Georg von Flondor

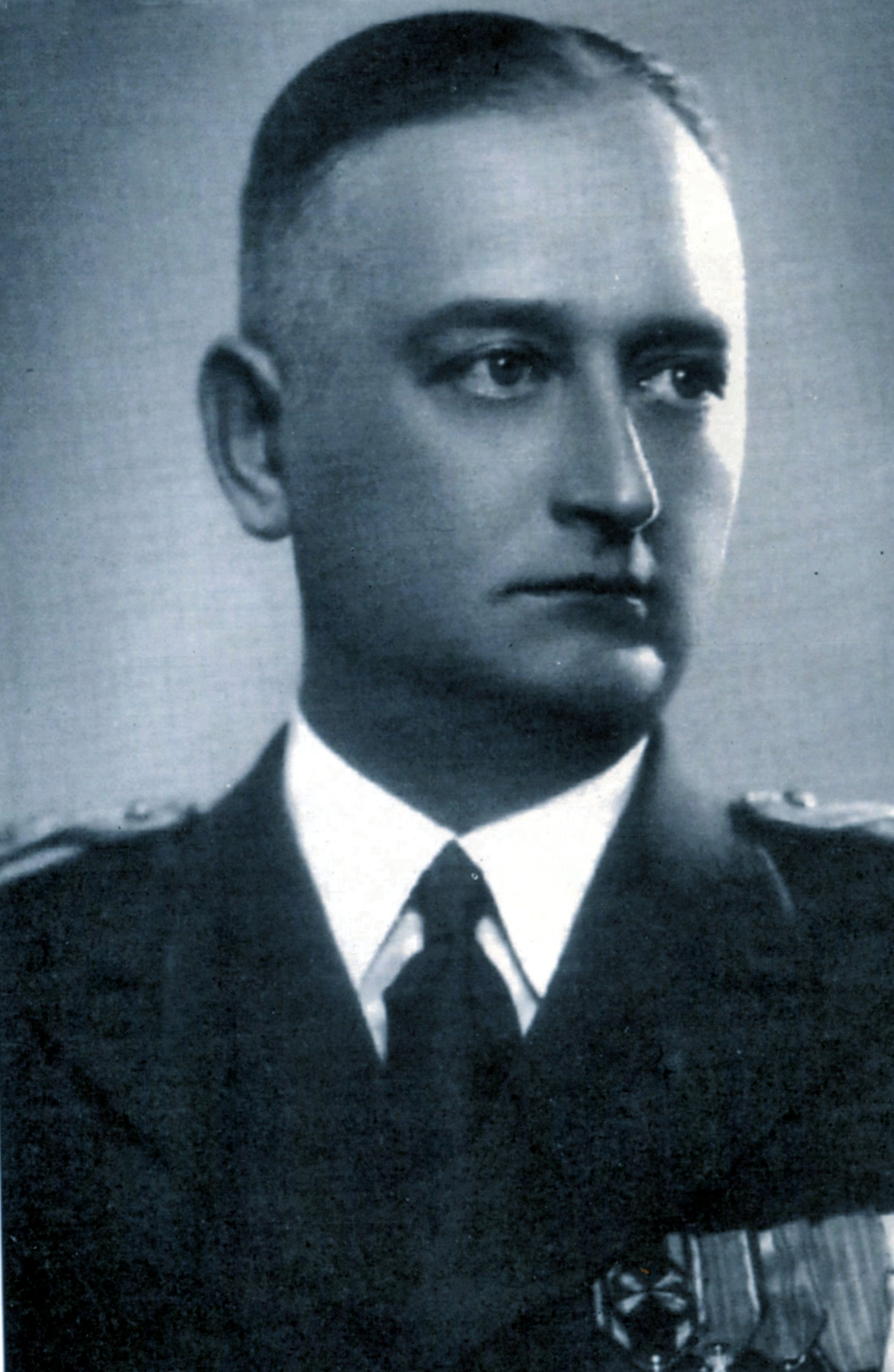
Georg Ritter von Flondor

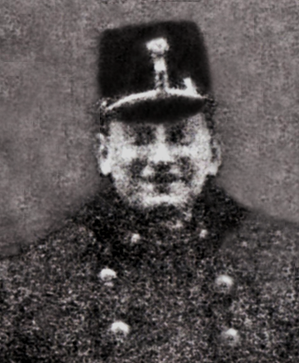
Georg Ritter von Flondor als k. u. k. Leutnant 1915

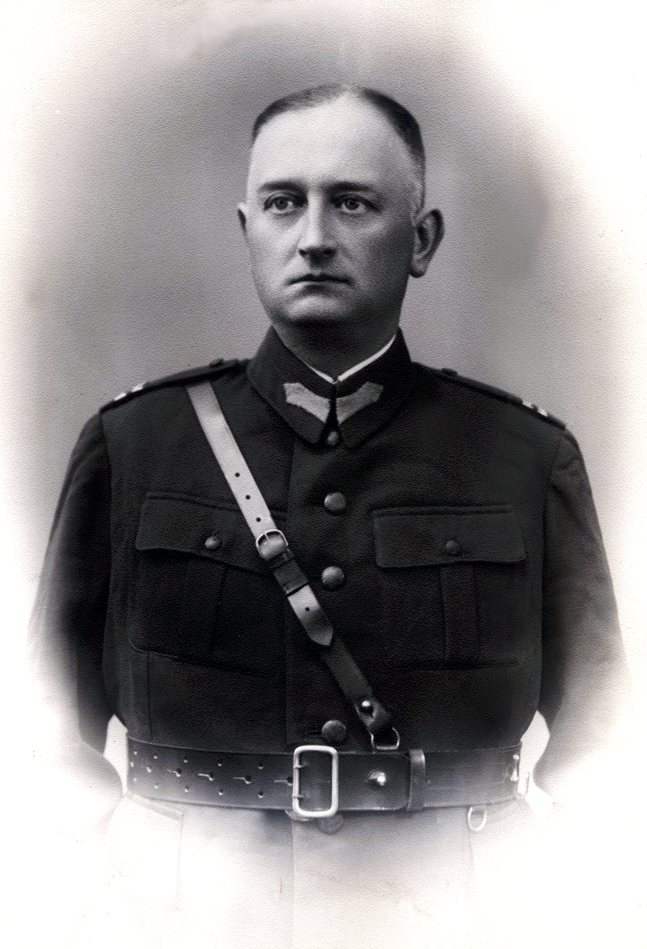
Georg von Flondor nach 1935

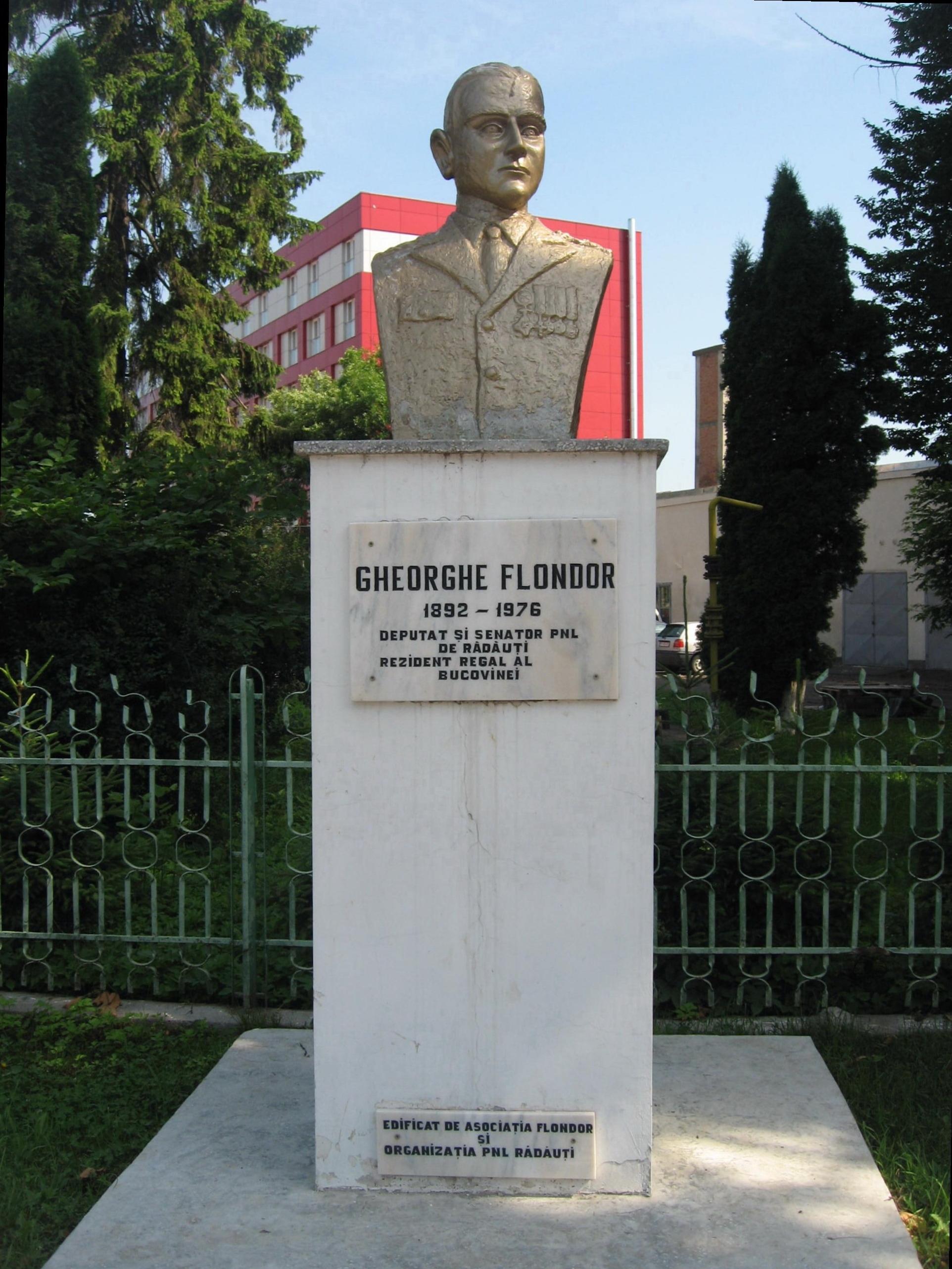
Büste des Georg Flondor in Rădăuţi

Georg Ritter von Flondor, rumänisch: Gheorghe cavaler de Flondor, (* 31. August 1892 in  Roman; † 26. April 1976 in Bukarest) war ein rumänischer Politiker und der letzte königliche Statthalter der Bukowina.

## Biographie
Der Spross aus der alten rumänischen Bojaren- sowie österreichischen Adelsfamilie Flondor studierte nach bestandenem Abitur am Staatsgymnasium Nr. 3 in Czernowitz Rechtswissenschaften an der Universität Wien und Prag. Nach Abschluss des Studiums diente Georg während des Ersten Weltkriegs im Dragonerregiment Nr. 14 an verschiedenen Kriegsschauplätzen, unter anderem in Serbien und Italien. 1917 wurde er an der rumänischen Front schwer verwundet, kam ins Lazarett Baden und wurde anschließend im Rang eines Hauptmanns nochmals nach Italien geschickt, sodann im Frühjahr 1918 in den Ruhestand versetzt, um die Verwaltung seiner Güter zu gewährleisten. 
Für seinen militärischen Einsatz wurde er mehrfach ausgezeichnet, so mit der Silbernen Tapferkeitsmedaille 1. und 2. Klasse, dem Signum Laudis sowie dem Militärverdienstkreuz 2. Klasse (KD.).

### Politisches Wirken
Seine politische Karriere begann Flondor 1923 mit seinem Eintritt in die Nationalliberale Partei Rumäniens, ausgerechnet auf Vorschlag und mit Unterstützung des bekannten rumänischen Geschichtswissenschaftlers Ion Nistor, einem erklärten Gegner seines Onkels Johann von Flondor. Er stieg rasch in der Parteihierarchie auf, war von 1927 bis 1935 Abgeordneter von Rădăuți im rumänischen Parlament, sodann zwei Jahre lang Senator. In dieser Zeit war er auch Präsident der Bank von Siret sowie zweimal hintereinander der Landwirtschaftskammer von Rădăuți. Als Präsident der Union der Syndikate für den Tierexport bereiste er Österreich, Deutschland, Ägypten und Palästina mit dem Ziel, neue Absatzmärkte zu erschließen. 
Im Jahr 1939 wurde der Politiker zum Berater des Frontul Renașterii Naționale (Front der nationalen Wiedergeburt) gewählt. Nach der Amtsenthebung des Gheorghe Alexianu wurde er von König Carol II. am 7. Februar 1939 zum königlichen Residenten des Gebiets Suceava mit Sitz in Czernowitz ernannt und dort mit hohen Ehren empfangen. Neben dem Bürgermeister der Stadt Nikolaus von Flondor machten ihm unter anderem auch die Generalkonsuln von Deutschland, Frankreich, Schweden, Niederlande und Polen ihre Aufwartung.
Flondor sah seine Hauptaufgaben zum einen in der Verbesserung der wirtschaftlichen Verhältnisse und Lebensumstände der bäuerlichen Bevölkerung, zum anderen in der Aufrechterhaltung der Ordnung, die einerseits von der  Eisernen Garde (Garda de Fier) mit ihrer ultranationalistischen und antisemitischen Haltung, andererseits durch die von der UdSSR lancierten kommunistischen Aktivitäten bedroht wurde. In Zusammenarbeit mit Polizei und Innenministerium konnten 19 Kommunisten mit terroristischem Hintergrund ergriffen und abgeurteilt werde sowie weitere 250 Personen aus deren Umfeld interniert werden. 
Infolge des Hitler-Stalin-Pakts und des daraus resultierenden sowjetischen Ultimatums vom 26. Juni 1940 gegenüber dem Königreich Rumänien, übergab Flondor zwei Tage später die Amtsgeschäfte an die russische Besatzungsmacht. Bis zur endgültigen Aufhebung dieses Amtes zum 23. September des Jahres blieb er noch Statthalter mit Sitz in Vatra Dornei. Danach zog er sich kurzfristig auf seine Güter bei Rogojești zurück. Für sein vorbildliches Verhalten wurde er vom König mit dem Großkreuz des Ordens für Verdienst dekoriert. Dazu sagte Carol II. bei der Verleihung am 29. Juni 1940: "Das einzige Licht in dieser ganzen Finsternis ist das über jeden Zweifel erhabene Verhalten des Flondor, des königlichen Residenten in Czernowitz.".
Von 1941 bis 1944 zog er mit der Familie erneut nach Czernowitz, um sodann, wegen des Herannahens der Sowjetarmee, die Stadt endgültig zu verlassen und nach Sibiu zu ziehen. Flondor half auch israelitischen Bürgern in dieser Zeit der faschistischen Unterdrückung. Zwölf Personen jüdischer Herkunft aus Siret dokumentierten das später notariell in Verbindung mit dem Schauprozess gegen ihn im kommunistischen Rumänien. Sie erklärten, er habe eine korrekte, demokratischen und wohlwollende Einstellung gegenüber der jüdischen Bevölkerung bewiesen, auch sei ihnen dieser in kritischen Momenten während der rassistischen Verfolgung der Juden durch die faschistischen Behörden zu Hilfe gekommen.

### Kommunistische Verfolgung
Durch die Agrarreform von 1945 verlor er alle seine Güter. Er wurde 1945 geschieden und musste sich alsbald als Tagelöhner bei einem staatlichen Betrieb in Sibiu verdingen.
Wegen seines früheren Amtes als Statthalter der Bukowina und dem Vorwurf  eines „schwerwiegenden Vergehens gegen die rumänische Arbeiterklasse“ wurde er am 14. April 1952 von der Securitate verhaftet und am 30. Mai des Jahres per Verwaltungsakt zu Haft im Zuchthaus Văcărești und  Zwangsarbeit verurteilt. Zwecks weiterer Untersuchungen wurde er am 29. Juni 1954 ins Zuchthaus Suceava verlegt. Schließlich kam es ab dem 20. April 1956 zu einem öffentlichen Prozess vor dem Militärtribunal von Iași. Wegen der Unterdrückung und Verfolgung „revolutionärer rumänischer Arbeiter“ in seiner Zeit als Resident wurde er durch das Urteil Nr. 675 des Regionalmilitärtribunals II vom 18. Juni 1956 und – nach einem Revisionsverfahren – der Bestätigung desselben am 13. September des Jahres durch das Oberste Militärtribunal zu insgesamt zehn Jahren Zuchthaus verurteilt.
Nach seiner Entlassung am 12. Januar 1962 durfte er nicht zu seinen noch in Bukarest lebenden Verwandten ziehen, vielmehr wurde ihm ein Zwangsdomizil in Lățești zugewiesen, wo er jahrelang in einer Hütte hausen musste. Erst 1970 erlaubten ihm die Behörden, zu der mit ihm befreundeten Familie Capri in die Landeshauptstadt zu ziehen.

### Rehabilitierung
Der Generalstaatsanwalt des Obersten Gerichtshofs erhob 2002 eine Nichtigkeitsklage gegen die Urteile vom 18. Juni und 13. September 1956. Mit dem Beschluss Nr. 142 vom 9. Dezember 2002 bestätigte der Oberste Gerichtshof die von der Generalstaatsanwaltschaft des Obersten Gerichtshofes geforderte Aufhebung der beiden Urteile aus dem Jahr 1956. Er und alle weiteren Angeklagten aus jenen Prozessen wurden freigesprochen, auch wurde die damals mit ausgesprochene Konfiskation des Vermögens revidiert. 
Erst nach seiner Rehabilitation konnte ihm zu Ehren eine Bronzebüste in Rădăuți aufgestellt werden. Sie wurde am 23. Mai 2008 enthüllt.

## Familie

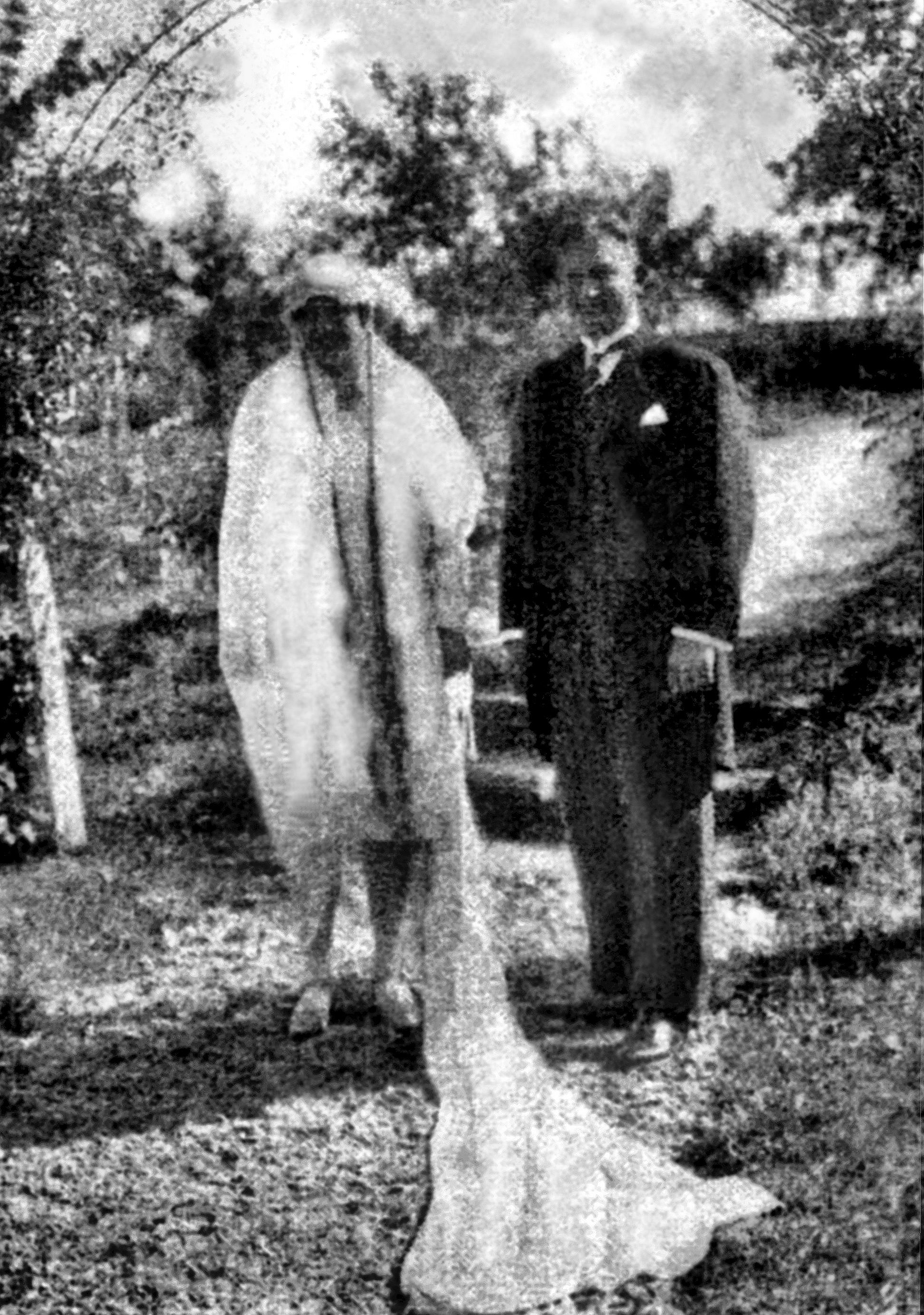
Hochzeit des Georg Flondor 1927

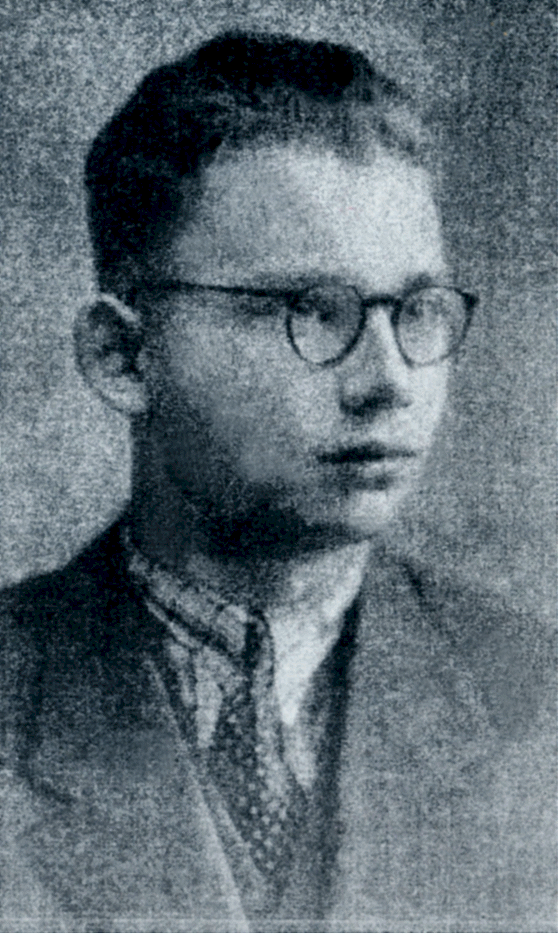
Tudorel Flondor

Georg war der jüngere Sohn des Politikers und Komponisten Theodor Ritter von Flondor und der Maria Ciunta, Bruder des Constantin sowie Neffe der Politiker Iancu und Nikolaus von Flondor.
1927 heiratete er die „Halbjüdin“ Lucia Stephanovici, Autorin und Übersetzerin für Kinderbücher, die unter dem Pseudonym Lotte Berg bekannt wurde. Sie ließ sich in einer für Georg schwierigen Zeit 1945 von ihm scheiden. Lucia zeigte plötzlich große Sympathien für die Ideen des Kommunismus und wurde Redakteurin der deutschsprachigen kommunistischen Zeitung „Neuer Weg“. Ihr gemeinsamer Sohn Tudorel (1929–1952) war angehender Wissenschaftler und 1951 rumänischer Schachmeister. Um die Distanz zur Familie zu dokumentieren, nahm sie nicht einmal an der Beerdigung ihres einzigen Kindes teil.
Mit Georg ist die Linie Rogojești der Familie Flondor im Mannesstamm erloschen.